# Eparchie rjazaňská
Eparchie Rjazaň je eparchie ruské pravoslavné církve nacházející se v Rusku.

## Území a titul biskupa
Zahrnuje správní hranice území městského okruhu Rjazaň, také Zacharovského, Michajlovského, Pronského, Rybnovského, Rjazaňského, Spasského a Starožilovského rajónu Rjazaňské oblasti.
Eparchiálnímu biskupovi náleží titul biskup rjazaňský a michajlovský.

## Historie
Eparchie byla oddělena dne 26. září 1198 z území černihivské eparchie. Zpočátku bylo sídlem eparchie město Murom, poté Staraja Rjazaň a následně po jeho zničení bylo sídlo přeneseno do Perejaslavl-Rjazaňskij (dnes jen Rjazaň). Jméno eparchie znělo eparchie muromská a rjazaňská.
Význam rjazaňské eparchie v církevním i veřejném životě Ruska rostl. Dne 26. ledna 1589 získala status archieparchie a od 13. června 1669 do roku 1723 nosila titul metropole. Za období metropolitů byl v Rjazaňském kremlu postaven majestátní sobor Zesnutí přesvaté Bohorodice.
Když roku 1764 za vlády carevny Kateřiny II. Veliké bylo město Murom přiděleno vladimirské eparchii, bylo jméno eparchie přejmenováno na eparchie rjazaňská a šacká. Roku 1799 bylo město Šack přiděleno tambovské eparchii a město Zarajsk se stalo součástí rjazaňské eparchie bylo jméno změněno na eparchie rjazaňská a zarajská.
Po říjnové revoluci roku 1917 došlo k počátku rozsáhlého ničení církevního života. Koncem 30. let 20. století se v Rjazani nenacházel žádný biskup, všechny monastýry a farní školy byly uzavřeny, bohoslužby se konaly jen v několika chrámech a ostatní byly uzavřeny nebo zničeny. Teprve po Velké vlastenecké válce v letech 1941-1945 se začal eparchiální život zlepšovat a po roce 1988 plně ožívat. Během Chruščovovi protináboženské kampaně si eparchie udržovala vysoké příjmy - v roce 1962 měla 356 207 rublů čistého příjmu. Eparchie přispěla také velkými částkami do Mírového fondu - v roce 1962 125 000 rublů a o rok později již 190 000 rublů.
Dne 5. října 2011 byla rozhodnutím Svatého synodu zřízena z části území eparchie nová eparchie kasimovská a eparchie skopinská. O den později byla zřízena nová metropole rjazaňská, která zahrnuje kasimovskou, rjazaňskou a skopinskou eparchii.

## Seznam biskupů
- 1198–1213 Arsenij
- 1225–1237 Jevfrosin Svatohorec
- 1284–???? Iosif I.
- 1291–1294 Vasilij I., svatořečený
- Stefan (zmíněn roku 1303)
- Savva (zmíněn roku 1304)
- Mitrofan
- 1326–1334 Grigorij
- Jevfimij
- Feodul
- Michail (zmíněn roku 1334)
- Kirill (zmíněn roku 1334)
- Iosif II. (zmíněn roku 1340)
- 1340–1340 Georgij
- 1354–1360 Vasilij II.
- 1360–1378 Afanasij
- Vassian (zmíněn roku 1379)
- 1385–1387 Feoktist
- 1387–1389 Feognost I.
- 1389–1392 Ieremija
- 1393–1407 Feognost II.
- Jevfrosin I. (zmíněn roku 1410)
- 1423–1427 Sergij (Azakov)
- Iosif II. (zmíněn roku 1430)
- 1431–1448 Iona, svatořečený
- 1448–1461 Jevfrosin (Zveněc)
- 1462–1471 David
- 1471–1481 Feodosij
- 1481–1496 Simeon
- 1496–1516 Protasij
- 1517–1521 Sergij II.
- 1522–1548 Iona II.
- 1548–1551 Michail II.
- 1551–1554 Kassian
- 1554–1562 Gurij (Lužeckij)
- 1562–1568 Filofej
- 1569–1572 Sergij III.
- 1572–1572 Feodosij (Vjatka)
- 1573–1586 Leonid (Protasjev)
- 1586–1598 Mitrofan
- 1598–1601 Varlaam
- 1602–1605 Ignatij Kyperský
- 1605–1617 Feodorit, místně svatořečený
- 1619–1621 Iosif III.
- 1621–1637 Antonij
- 1638–1651 Moisej
- 1651–1655 Misail, místně svatořečený mučedník
- 1657–1673 Ilarion (Jakovlev)
- 1674–1681 Iosif IV.
- 1681–1686 Pavel (Moravskij)
- 1687–1700 Avraamij
- 1700–1722 Stefan (Javorskij)
- 1723–1725 Silvestr (Cholmskij)
- 1725–1726 Antonij (Ierofeič), jmenovaný
- 1726–1731 Gavriil (Bužinskij)
- 1731–1733 Lavrentij (Gorka)
- 1733–1750 Alexij (Titov)
- 1752–1757 Dimitrij (Sečenov)
- 1758–1778 Palladij (Jurjev)
- 1778–1804 Simon (Lagov)
- 1804–1809 Amvrosij (Jakovlev-Orlin
- 1809–1817 Feofilakt (Rusanov)
- 1817–1824 Sergij (Krylov-Platonov)
- 1825–1828 Filaret (Amfitěatrov), svatořečený
- 1828–1831 Grigorij (Postnikov)
- 1831–1837 Jevgenij (Kazancev)
- 1837–1858 Gavriil (Gorodkov), svatořečený
- 1858–1863 Smaragd (Kryžanovskij)
- 1863–1867 Irinarch (Popov)
- 1867–1876 Alexij (Ržanicyn)
- 1876–1882 Palladij (Rajev)
- 1882–1894 Feoktist (Popov)
- 1894–1896 Iustin (Poljanskij), místně svatořečený
- 1896–1900 Meletij (Jakimov), místně svatořečený
- 1900–1902 Polijevkt (Pjaskovskij)
- 1902–1906 Arkadij (Karpinskij)
- 1906–1911 Nikodim (Bokov)
- 1911–1917 Dimitrij (Sperovskij)
- 1917–1917 Modest (Nikitin), dočasný administrátor
- 1917–1919 Ioann (Smirnov
- 1920–1922 Veniamin (Muratovskij)
- 1923–1923 Amvrosij (Smirnov)
- 1923–1928 Boris (Sokolov)
- 1928–1937 Juvenalij (Maslovskij), svatořečený mučedník
  - 1937–1942 eparchie neobsazena
- 1942–1944 Alexij (Sergejev)
- 1944–1947 Dimitrij (Gradusov)
- 1947–1948 Ieronim (Zacharov)
- 1948–1951 Filaret (Lebeděv)
- 1951–1963 Nikolaj (Čufarovskij)
- 1963–1965 Palladij (Kaminskij)
- 1965–1972 Boris (Skvorcov)
- 1972–2003 Simon (Novikov)
- 2003–2013 Pavel (Ponomarjov)
- 2013–2015 Veniamin (Zaryckyj)
- od 2015 Mark (Golovkov)